# Rijksbeschermd gezicht Vreeswijk Uitbreiding
Gezicht Vreeswijk Uitbreiding is een van rijkswege beschermd dorpsgezicht in het Nieuwegeinse Vreeswijk in de Nederlandse provincie Utrecht. De procedure voor aanwijzing werd gestart op 30 juli 1965. Het gebied werd op 17 mei 1967 definitief aangewezen. Het beschermd gezicht beslaat een oppervlakte van 10,1 hectare.
Panden die binnen een beschermd gezicht vallen krijgen niet automatisch de status van beschermd monument. Wel zal de gemeente het bestemmingsplan aanpassen om nieuwe ontwikkelingen in het gebied te reguleren. De gezichtsbescherming richt zich op de stedenbouwkundige en cultuurhistorische waardering van een gebied en wil het toekomstig functioneren daarvan veiligstellen.